# جوني كوبلاند
جوني كوبلاند (بالإنجليزية: Johnny Copeland)‏ هو كاتب أغاني وعازف قيثارة وموسيقي أمريكي، ولد في 27 مارس 1937 في تينيك (نيوجيرسي) في الولايات المتحدة، وتوفي في 3 يوليو 1997 في نيويورك في الولايات المتحدة.

## وصلات خارجية
- جوني كوبلاند على موقع IMDb (الإنجليزية)
- جوني كوبلاند على موقع ميوزك برينز (الإنجليزية)
- جوني كوبلاند على موقع ديسكوغز (الإنجليزية)
- جوني كوبلاند على موقع قاعدة بيانات الفيلم (الإنجليزية)